# Rhabdogaster xanthokelis
Rhabdogaster xanthokelis là một loài ruồi trong họ Asilidae. Rhabdogaster xanthokelis được Londt miêu tả năm 2006. Loài này phân bố ở vùng nhiệt đới châu Phi.